# Xã Rural, Quận Kingman, Kansas
Xã Rural (tiếng Anh: Rural Township) là một xã thuộc quận Kingman, tiểu bang Kansas, Hoa Kỳ. Năm 2010, dân số của xã này là 334 người.